# Mittente
Mittente es el primer álbum del compositor Zacar, fue publicado en 1973 por la discográfica EMI.

## Lista de canciones

### Lado A
- Tu Mi Eri Scoppiata Nel Cuore
- Dolce Jenny
- Vorrei Poterti Dir Ti Amo
- Io So Di Un Uomo (4:28)
- Forse Domani Ritorno Da Te

### Lado B
- Per Amore Ricomincerei
- Gibilterra
- Le Rose Blu (3:44)
- Il Vecchio E Il Violino
- Autunno

## Versiones
Tuvo 3 reediciones:
- En Japón, tuvo dos reediciones en 1989, por la discográfica Crime en CD y Edison en formato vinilo.
- En Corea del Sur, tuvo su reedición en 1995 por la discográfica Si-Wan Records.